# Grand Col Ferret
Der  Grand Col Ferret , manchmal auch nur Col Ferret, ist ein 2536 m ü. M. hoher Saumpass auf der Grenze zwischen Italien und der Schweiz, zwischen dem italienischen Aostatal im Westen und dem Schweizer Kanton Wallis im Osten. Der Pass verbindet das italienische Val Ferret mit dem schweizerischen Val Ferret. Der Pass liegt auf dem Alpenhauptkamm und trennt das Mont-Blanc-Massiv von den Walliser Alpen. Nördlich des Passes, getrennt durch den Tête de Ferret liegt der weniger bekannte 2486 m ü. M. hohe Petit Col Ferret.
Über den Grand Col Ferrat führt der bekannte Fernwanderweg Tour du Mont-Blanc, auf der Schweizer Seite des Passes auch die Mountainbike-Route von Champex-Lac zum Pass.